# Kisbálványos
Kisbálványos (szerbül Мало Баваниште / Malo Bavanište) egy kis falu Szerbiában, Vajdaságban, a Dél-bánsági körzetben, Kevevára községben.

## Története
Kisbálványos 1947-ben Dél-Szerbiából érkezett lakosok által települt.
Területén lignitbányászat folyik.

## Népesség

### Demográfiai változások
| 1948 | 1953 | 1961 | 1971 | 1981 | 1991 | 2002 | 2011 |
| ---- | ---- | ---- | ---- | ---- | ---- | ---- | ---- |
| 315  | 277  | 422  | 694  | 621  | 522  | 420  | 332  |